# Rua do Almada
A Rua do Almada é um arruamento nas freguesias de Vitória, Santo Ildefonso e Cedofeita da cidade do Porto, em Portugal.

## Origem do nome
O nome da rua homenageia João de Almada e Melo, governador do Porto na segunda metade do século XVIII.

## História
Em 1761, João de Almada e Melo, chefia da Junta de Obras Públicas, começou um projeto de abrir um longo arruamento prolongando a pequena rua das Hortas, construída em 1718, atual troço da rua do Almada entre a rua dos Clérigos e a rua da Fábrica. O traçado da nova via é da autoria de Francisco Xavier do Rego. Deve-se a construção desta rua ao apoio financeiro da Companhia da Agricultura das Vinhas do Alto Douro, que trouxe bastante capital para a cidade do Porto. Esta economia deu origem à urbanização da cidade do Porto, pelos Almadas, que resultou na construção da Rua do Almada. 
A Rua do Almada foi o primeiro grande arruamento a ser aberto fora das Muralhas Fernandinas, criando um fácil acesso ao, então, campo de Santo Ovídio (hoje praça da República) e à estrada de Braga.
Este projeto procura o desenvolvimento urbano a norte da Praça Nova das Hortas, que estabelecia como arruamento principal na sua organização a Rua do Almada, unindo o Largo de Sto. Elói à Praça de Sto. Ovídio, atual Praça da República. Esta ligação era fulcral para conectar o quartel militar, na parte alta da cidade, com a parte baixa da cidade, perto do rio e também para facilitar a ligação da cidade às estradas para Braga e para Guimarães, através da rua do Almada e praça de Santo Ovídio.
Economicamente, a Rua do Almada assumiu sempre uma função ligada com as ferragens e cutelarias da época. Nesta Rua existia o importante Botequim das Hortas, um café onde os portuenses se reuniam. 

## Pontos de interesse
- Capela dos Pestanas (1878-1888) projeto do engenheiro José Macedo de Araújo Júnior, localizada quase na esquina da praça da República. As estátuas em granito de São José e de São Joaquim que se encontram na sua fachada são da autoria de Soares dos Reis.
- Edifício da Livraria Nelita foi projetado em 1942 pelos arquitetos Jofre António Justino e Rogério de Azevedo, localizado na esquina da rua do Almada com a rua de Ramalho Ortigão.

## Acessos
- Estação Aliados (150 m para E)
- Linhas: ZH, 22 (elétrico), 200, 201, 202, 207, 300, 301, 302, 304, 305, 501, 502 e 703 dos STCP.